# Ребекка Кван
Ребекка Ф. Кван, також Куанг (англ. Rebecca F. Kuang, кит.: 匡靈秀; нар. 1996, Гуанчжоу, південний Китай) — американська письменниця китайського походження. Відома перш за все своїм дебютним фентезійним романом «Макова війна» (The Poppy War), виданим 2018 року.

## Біографія
Кван разом із родиною емігрувала до Сполучених Штатів, коли їй було чотири роки. Сім'я оселилася в Денвері, Колорадо. Вона відвідувала школу Грінгілл в Аддісоні, штат Техас, яку закінчила 2013 року. Потім вона вивчала історію в Джорджтаунському університеті у Вашингтоні, округ Колумбія. У 2018 році вона отримала стипендію Маршалла, щоб продовжити навчання в Кембриджському університеті в Англії. Під час навчання в коледжі Кван у віці 19 років почала писати «Макову війну» у період академічної відпустки в Китаї, де вона працювала тренером з дебатів; книга вийшла незадовго до її 22-річчя. Ребекка закінчила семінар з написання Одіссеї у 2016 році та відвідала семінар з написання романів CSSF у 2017 році. Вона закінчила Джорджтаунську школу дипломатичної служби в червні 2018 року. Після закінчення навчання вона провела літо в Колорадо. 
Після закінчення навчання вона провела літо в Колорадо.
Її дисертація, над якою вона зараз працює в Єльському університеті, присвячена пропагандистській літературі під час Другої японо-китайської війни.

## Письменницька праця
Коли Кван працювала в Китаї під час навчання, вона почала писати. У 2016 році вона була учасницею семінару з написання романів Odyssey, а в 2017 році — семінару з написання романів CSSF . Її дебютний роман «Макова війна», опублікований HarperCollins у 2018 році, мав величезний успіх. У 2019 році роман отримав премію Вільяма Л. Кроуфорда у жанрі фентезі та премію Комптона Крука, а також був номінований на премію Nebula, Locus Award та The Kitschies. Сама Кван була фіналісткою премії Джона В. Кемпбелла для найкращого нового письменника-фантаста.

### «Макова війна»
«Макова війна» (оригінальна назва: «The Poppy War»), перший роман у трилогії. Події розгортаються на тлі воєн між країнами Нікан і Муген у фантастичному світі, схожому на Китай династії Сун, але тут можна помітити певні подібності до історії та китайської політики XX століття, зокрема, події японсько-китайської війни, де Нікан означає Китай, а Муген — Японію.
Молода Жинь щойно склала вступний іспит до елітної військової школи Сінегард і намагається знайти свій шлях, та її починає приваюлювати вчення даосизму та І-цзин, в опіумі вони знаходить можливість виходу у світ даоських богів, і таким чином одержує доступ до великої шаманської сили.
У 2019 році вийшов другий том трилогії «Республіка дракона» (оригінальна назва: «The Dragon Republic»). У 2020 році Полум'яний Бог (оригінальна назва: «The Burning God»), остання частина серії. У ньому Жинь бореться з державами, які розірвали її країну на частини та втягнули її в громадянську війну.

### «Вавилон»
У травні 2021 року Кван оголосила про вихід у серпні 2022 року свого четвертого роману «Вавилон, або необхідність насильства: прихована історія революції перекладачів в Оксфорді» від Harper Voyager. Дія відбувається в Англії 1830-х років. На другому тижні вересня 2022 року Вавилон дебютував на першому місці в списку бестселерів художньої літератури в твердій обкладинці The New York Times , але наступного тижня опустився на дев’яте місце, перш ніж зникнути з списку до кінця місяця. У 2023 році Вавилон був виключений із розгляду на премію Г’юго разом із «Залізною вдовою» китайсько-канадської письменниці Сіжань Джей Чжао. Церемонія нагородження того року відбулася в Ченду, Китай, і згодом витік електронних листів показав, що адміністратор рекомендував виключити зі списку номінантів книги, зміст яких може виявитися суперечливим у Китаї.

### «Жовтолика»
У жовтні 2021 року Кван оголосила, що її п’ятий роман буде опублікований у 2023 році. Видавець William Morrow and Company заявив у прес-релізі, що «Жовтолика» розповідає про «білу авторку, яка краде неопублікований рукопис, написаний більш успішнною письменницею азіатського походження, яка помирає, і публікує її як власну». Назва роману, Yellowface, відноситься до практики кіноіндустрії yellowface, в якій білі актори використовуються для зображення азіатських персонажів, аналогічно до blackface, в якому білі актори використовують макіяж, щоб зобразити чорних або африканських персонажів. Ця книга є першим спробою Кван в жанрі художньої літератури. Пишучи в розділі «Подяка», Кван вважає свою книгу «історією жаху самоти в надзвичайно конкурентній галузі».
В останній тиждень травня 2023 року «Жовтолика» дебютував на восьмій позиції в списку бестселерів Los Angeles Times художньої літератури в твердій палітурці. У перший тиждень червня 2023 року «Жовтолика» дебютував на п’ятій позиції в списку бестселерів художньої літератури в твердій обкладинці The New York Times. Рецензент NPR назвав книгу «добре виконаним, захоплюючим, швидким романом про нюанси видавничого світу, коли автор достатньо відчайдушний, щоб зробити все заради успіху». Пишучи для «Нью-Йорк Таймс», відома письменниця Амаль Ель-Мохтар написала, що цей роман є «свіжим, сатиричним літературним трилером, який однаково приємний і незручний».

### «Katabasis»
У лютому 2023 року Кван повідомила, що, працюючи над своїм докторським ступенем в Єльському університеті, вона також пише свій шостий роман, фентезі про двох чарівних докторантів, які подорожують до пекла, «щоб врятувати душу своїх радників, щоб вони могли писати їхні рекомендаційні листи про роботу». В інтерв’ю The Guardian Кван називає проект «безглуздою літературою». Під час рекламного туру в листопаді 2023 року в театрі Бреттл біля Гарвардського університету Куанг описала, як писала свою майбутню книгу: «... все почалося як милий, дурний пригодницький роман на кшталт «Ха-ха, наука — це пекло». А потім я писала це і думала: «О, ні, наука — це пекло».

## Твори
Трилогія «Макова війна»
- The Poppy War (травень 2018), ISBN 978-0062662569
- The Dragon Republic (серпень 2019), ISBN 978-0062662637
- The Burning God (листопад 2020), ISBN 978-0062662620

Інші романи
- Babel (серпень 2022), ISBN 978-0063021440[35]
- Yellowface (травень 2023), ISBN 978-0063250833[36]

Оповідання
- «The Nine Curves River» in the anthology The Book of Dragons (липень 2020; edited by Jonathan Strahan ISBN 978-0062877161 (story read by LeVar Burton via the LeVar Burton Podcast)
- «Against All Odds» in the anthology From a Certain Point of View: 40 stories celebrating 40 years of The Empire Strikes Back (листопад 2020) ISBN 978-0593157749

## Переклади українською
- Ребекка Кван. Макова війна. Том 1. Пер. Ганна Литвиненко – Харків: Жорж, 2021. — 496 с. ISBN 978-617-7853-82-3 (паперова та електронна версії)
- Ребекка Кван. Макова війна. Том 2. Республіка дракона. Пер. Ганна Литвиненко – Харків: Жорж, 2021. — 939 с. (паперова версія — 978-617-8023-09-6) (електронна версія — ISBN 978-617-8023-16-4)
- Ребекка Кван. Макова війна. Том 3. Полум'яний бог. Пер. Ганна Литвиненко – Харків: Жорж, 2023 978-617-8023-57-7
- Ребекка Кван. Вавилон. Прихована історія. Пер. Ганна Литвиненко – Харків: Жорж, 2023 ISBN 978-617-8023-80-5
- Ребекка Кван. Жовтолика. Пер. Ганна Литвиненко — Харків: Жорж, 2024, 272 с. ISBN 978-617-8287-10-8